# オーディン (競走馬)
オーディン（1989年4月5日 - ）は、新潟県競馬組合に所属していた競走馬。
名前の由来は北欧神話の主神「オーディン」から来ている。
馬齢は2000年まで使用されていた旧表記（数え年）を用いる。 

## 来歴
父・ノーザンテーストは1971年生まれのカナダ産馬で、世界的大種牡馬・ノーザンダンサー産駒。社台グループ総帥・吉田善哉の長男である照哉によって、将来的に種牡馬として供用されることを前提に購入され、現役時はフランスで走って20戦5勝。フォレ賞などを制し、引退後は日本競馬の歴史を塗り替える大種牡馬となった。

### 戦績
1991年（旧3歳）12月7日に中山でデビューするも、僅か1戦で登録を抹消される。1992年（4歳）に新潟の向山勝厩舎へ移籍し、転入初戦を勝利で収めたものの、同年はこの1戦のみで終わる。1993年（5歳）は開幕から連勝街道を歩み続け、転入から9連勝を挙げる。大一番の新潟グランプリで格上挑戦するも、距離が長くなった影響もあり10着と惨敗。初遠征となった南部杯ではスタートからハナに立ち、最後の直線で猛追するトウケイニセイに交わされ2着。続く新潟記念ではグランプリホースのイチヨシクイーンを抑え、見事に快勝。1994年（6歳）は同年から重賞に格上げされ、同時に地方招待競走にもなった平安ステークスへ参戦。スタートから果敢に先頭へ立ち、直線半ばでも前を譲らなかったが、トーヨーリファールにゴール直前で交わされ、クビ差の2着と惜敗。丁度この頃、テレビ朝日「ニュースステーション」が密着取材をしていたこともあり、知名度が全国区となる。その後は3戦連続3着と敗れ、休養を挟んでシーサイドオープン・南部杯と挑戦するも、いずれも惨敗。新潟グランプリでは移籍してきたナリタハヤブサ（結局不出走）を抑え、堂々とファン投票1位で選ばれるも8着と惨敗。続く2戦も共に2着と勝ちきれなかった。1995年（7歳）以降は全く結果を残せず、9戦して2着が僅か1回という成績で1996年（8歳）に引退。

### 引退後
引退後は新潟県競馬の誘導馬として活躍するも、県競馬が2002年1月に廃止。廃止後は栃木県那須塩原市の「地方競馬全国協会研修センター」で基本馬術用の馬として働いている。

## 競走成績
- 1991年（1戦0勝）
- 1992年（1戦1勝）
- 1993年（11戦9勝）
  - 1着 - 新潟記念、村杉ハンデキャップ
  - 2着 - 北日本マイルチャンピオンシップ南部杯
- 1994年（9戦0勝）
  - 2着 - 平安ステークス、新潟記念、越後特別
  - 3着 - 仲春特別、金蹄賞、晩春特別
- 1995年（8戦0勝）
  - 2着 - 錦秋特別
- 1996年（1戦0勝）

## 血統表
| オーディンの血統                              | オーディンの血統                                                                  | オーディンの血統                                                                  | （血統表の出典）                                                                  | （血統表の出典） |
| 父系                                          | ノーザンテースト系                                                                | ノーザンテースト系                                                                | ノーザンテースト系                                                                | [ § 2 ]          |
| 父 *ノーザンテースト Northern Taste 1971 栗毛 | 父の父Northern Dancer 1961 鹿毛                                                   | Nearctic                                                                          | Nearco                                                                            | Nearco           |
| 父 *ノーザンテースト Northern Taste 1971 栗毛 | 父の父Northern Dancer 1961 鹿毛                                                   | Nearctic                                                                          | Lady Angela                                                                       |                  |
| 父 *ノーザンテースト Northern Taste 1971 栗毛 | 父の父Northern Dancer 1961 鹿毛                                                   | Natalma                                                                           | Native Dancer                                                                     | Native Dancer    |
| 父 *ノーザンテースト Northern Taste 1971 栗毛 | 父の父Northern Dancer 1961 鹿毛                                                   | Natalma                                                                           | Almahmoud                                                                         |                  |
| 父 *ノーザンテースト Northern Taste 1971 栗毛 | 父の母Lady Victoria 1962 黒鹿毛                                                   | Victoria Park                                                                     | Chop Chop                                                                         | Chop Chop        |
| 父 *ノーザンテースト Northern Taste 1971 栗毛 | 父の母Lady Victoria 1962 黒鹿毛                                                   | Victoria Park                                                                     | Victoriana                                                                        |                  |
| 父 *ノーザンテースト Northern Taste 1971 栗毛 | 父の母Lady Victoria 1962 黒鹿毛                                                   | Lady Angela                                                                       | Hyperion                                                                          | Hyperion         |
| 父 *ノーザンテースト Northern Taste 1971 栗毛 | 父の母Lady Victoria 1962 黒鹿毛                                                   | Lady Angela                                                                       | Sister Sarah                                                                      |                  |
| 母 *アルズアニー Al's Annie 1979 芦毛         | 母の父Al Hattab 1966 芦毛                                                         | The Axe                                                                           | mahmoud                                                                           | mahmoud          |
| 母 *アルズアニー Al's Annie 1979 芦毛         | 母の父Al Hattab 1966 芦毛                                                         | The Axe                                                                           | Blackball                                                                         |                  |
| 母 *アルズアニー Al's Annie 1979 芦毛         | 母の父Al Hattab 1966 芦毛                                                         | Abyssinia                                                                         | Abernant                                                                          | Abernant         |
| 母 *アルズアニー Al's Annie 1979 芦毛         | 母の父Al Hattab 1966 芦毛                                                         | Abyssinia                                                                         | Serengeti                                                                         |                  |
| 母 *アルズアニー Al's Annie 1979 芦毛         | 母の母Annie Burns 1973 鹿毛                                                       | Spring Double                                                                     | Double Jay                                                                        | Double Jay       |
| 母 *アルズアニー Al's Annie 1979 芦毛         | 母の母Annie Burns 1973 鹿毛                                                       | Spring Double                                                                     | Sunset gun                                                                        |                  |
| 母 *アルズアニー Al's Annie 1979 芦毛         | 母の母Annie Burns 1973 鹿毛                                                       | Shy                                                                               | Princequillo                                                                      | Princequillo     |
| 母 *アルズアニー Al's Annie 1979 芦毛         | 母の母Annie Burns 1973 鹿毛                                                       | Shy                                                                               | Bashful                                                                           |                  |
| 母系(F-No.)                                   | アルズアニー(USA)系(FN:21-a)                                                      | アルズアニー(USA)系(FN:21-a)                                                      | アルズアニー(USA)系(FN:21-a)                                                      | [ § 3 ]          |
| 5代内の近親交配                               | Lady Angela 4 × 3 = 18.75％、Hyperion 4 × 5 × 5 = 12.50％、mahmoud 4 × 5 = 9.38％ | Lady Angela 4 × 3 = 18.75％、Hyperion 4 × 5 × 5 = 12.50％、mahmoud 4 × 5 = 9.38％ | Lady Angela 4 × 3 = 18.75％、Hyperion 4 × 5 × 5 = 12.50％、mahmoud 4 × 5 = 9.38％ | [ § 4 ]          |
| 出典                                          | 1. 2. 3. 4.                                                                       | 1. 2. 3. 4.                                                                       | 1. 2. 3. 4.                                                                       | 1. 2. 3. 4.      |